# Courbevoie
Courbevoie is een stad in Frankrijk, in de westelijke banlieue van Parijs, op de linkeroever van de Seine. De gemeente telde 81.945 inwoners op 1 januari 2022. De stad behoort tot de regio Île-de-France, tot het departement Hauts-de-Seine en tot het arrondissement Nanterre. Courbevoie ligt op 8,2 km van het centrum van Parijs.
De wijk La Défense, het belangrijkste zakenkwartier in de regio Parijs, strekt zich voor een deel uit in Courbevoie (de rest ligt verdeeld tussen Puteaux en Nanterre).

## Geschiedenis
Door de plaats liep een Romeinse weg, maar Courbevoie zelf ontstond pas in de middeleeuwen. In de 8e eeuw was het een bezit van de Abdij Saint-Wandrille bij Rouen en in de 12e eeuw kwam het in het bezit van de Abdij Saint-Denis bij Parijs. De bevolking leefde van de wijnbouw en de visserij op de Seine en verkreeg in de loop der tijden enige vrijheden. Er was een veerpont in de Seine, die in 1611 werd vervangen door een eerste houten brug. Deze werd gebouwd nadat koning Hendrik IV en zijn echtgenote Maria de' Medici in 1606 met hun koets in de Seine waren beland toen de veerpont van Courbevoie kapseisde. 
Tot het midden van de 18e eeuw was Courbevoie een dorp met enkele honderden inwoners. Tot 1787 was het zelfs geen zelfstandige parochie; het hing af van de parochie van Colombes. In de loop der tijden liet de Parijse adel hier landhuizen bouwen. De groei van Courbevoie begon na 1730 toen koning Lodewijk XV er een kazerne liet bouwen. Deze groei zette zich voort in de 19e eeuw met de komst van industrie (vooral farmaceutische industrie) en van de spoorweg. 
Courbevoie leed in 1943 grote schade door een luchtbombardement. De verstedelijking zette zich verder na de oorlog. De oude huizenblokken maakten plaats voor nieuwbouw en de zakenwijk La Défense werd opgetrokken. De industrie maakte plaats voor de dienstensector.

## Geografie
De oppervlakte van Courbevoie bedroeg op 1 januari 2022 4,17 vierkante kilometer; de bevolkingsdichtheid was toen 19.651,1 inwoners per km².
De onderstaande kaart toont de ligging van Courbevoie met de belangrijkste infrastructuur en aangrenzende gemeenten.

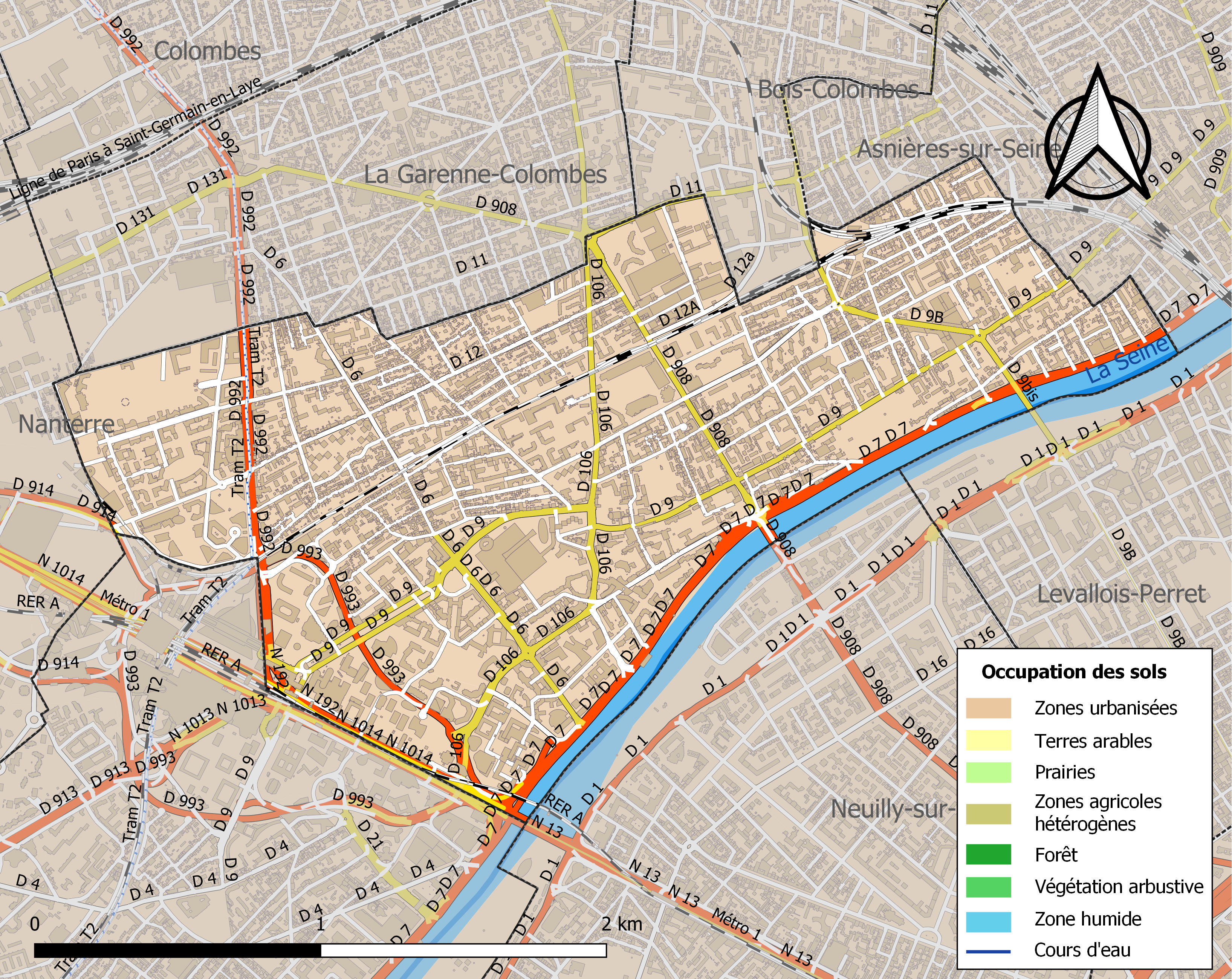

## Demografie
De gemeente telde 1.311 inwoners in 1801, 2.488 in 1836, 10.553 in 1861 en 25.330 in 1901. Onderstaande figuur toont het verloop van het inwonertal (bron: INSEE-tellingen).

## Bezienswaardigheden
De gemeente telt verschillende historische monumenten:
- Trouwzaal van het voormalig stadhuis met wandschilderijen van Alexandre Séon
- Pavillon de la Suède et de la Norvège en Pavillon des Indes, paviljoenen gebouwd voor de Wereldtentoonstelling van 1878
- Hôtel de Guines (18e eeuw)
- Kerk Saint-Pierre-Saint-Paul (1790)
- Gevel van de voormalige Caserne Charras (1754)

Daarnaast telt de gemeente ook industrieel erfgoed.

### Afbeeldingen

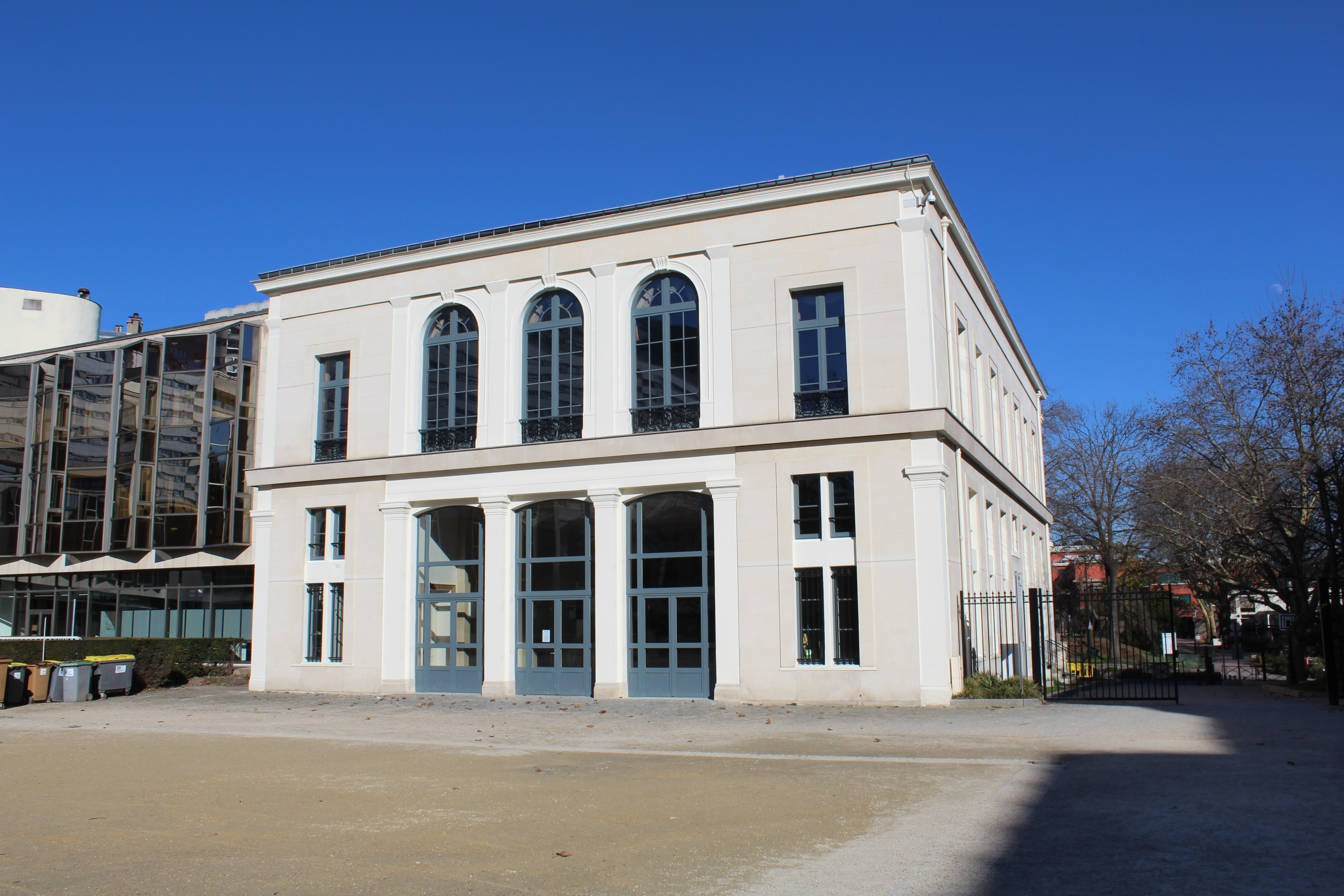
Gemeentehuis
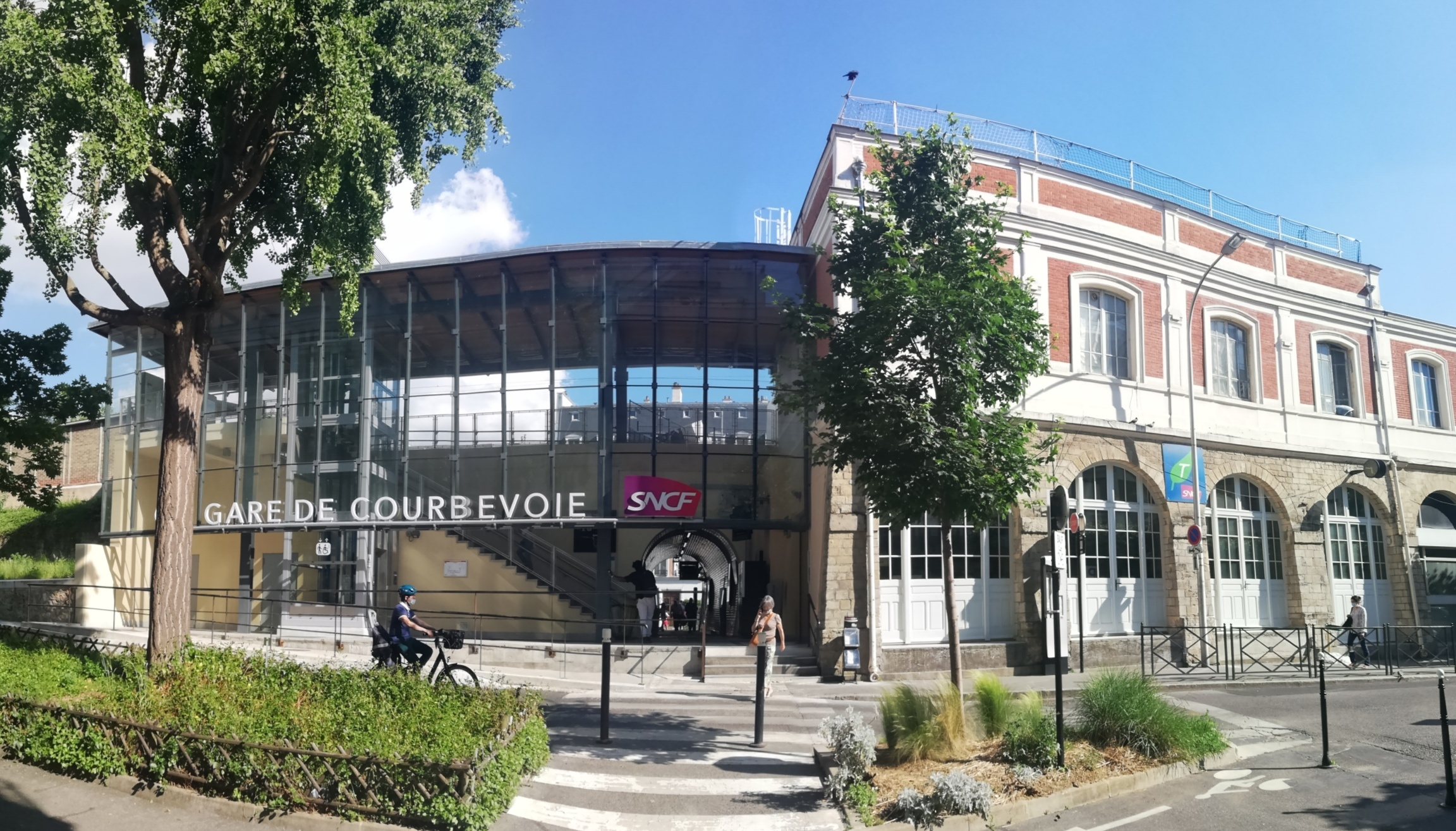
Station
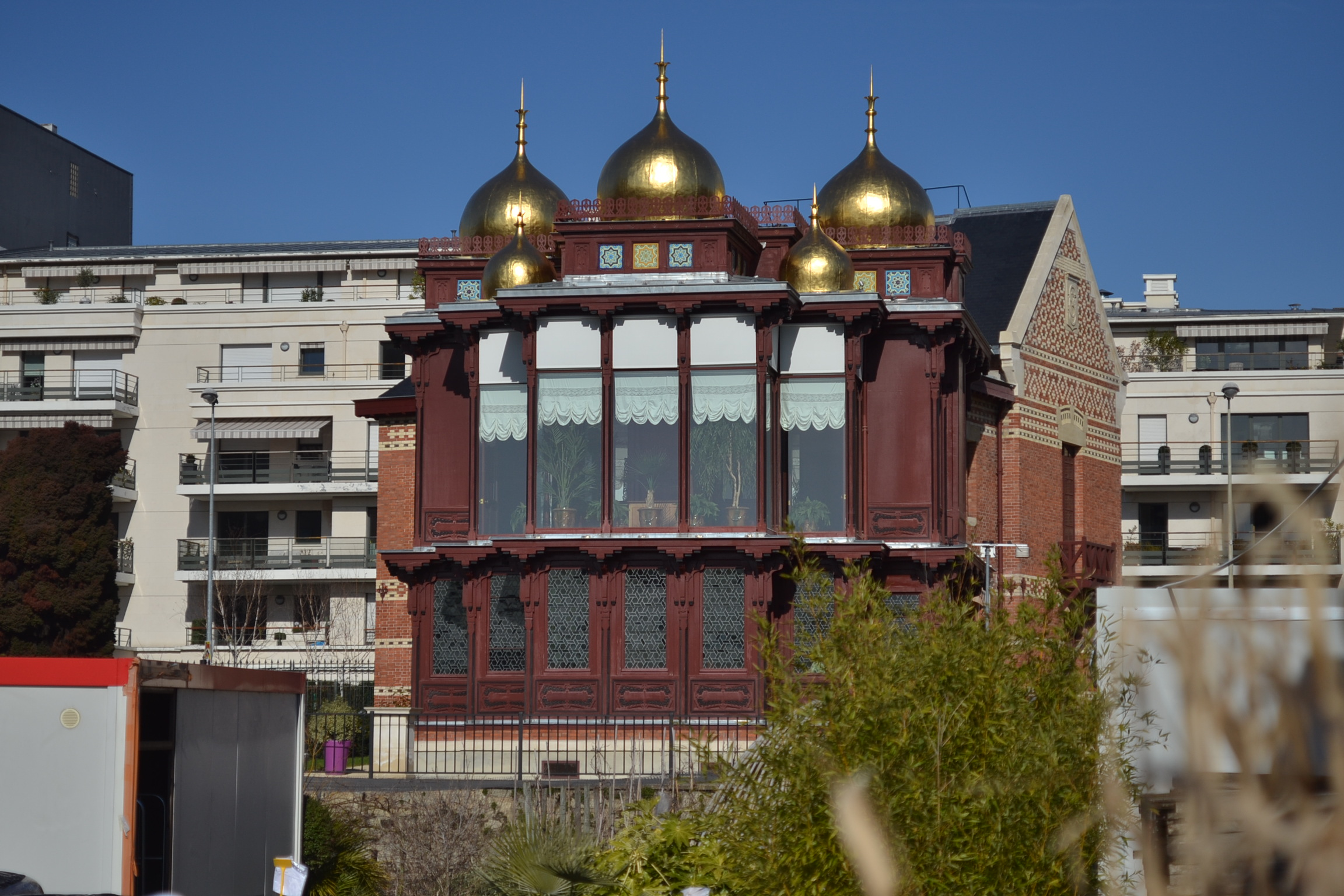
Pavillon des Indes
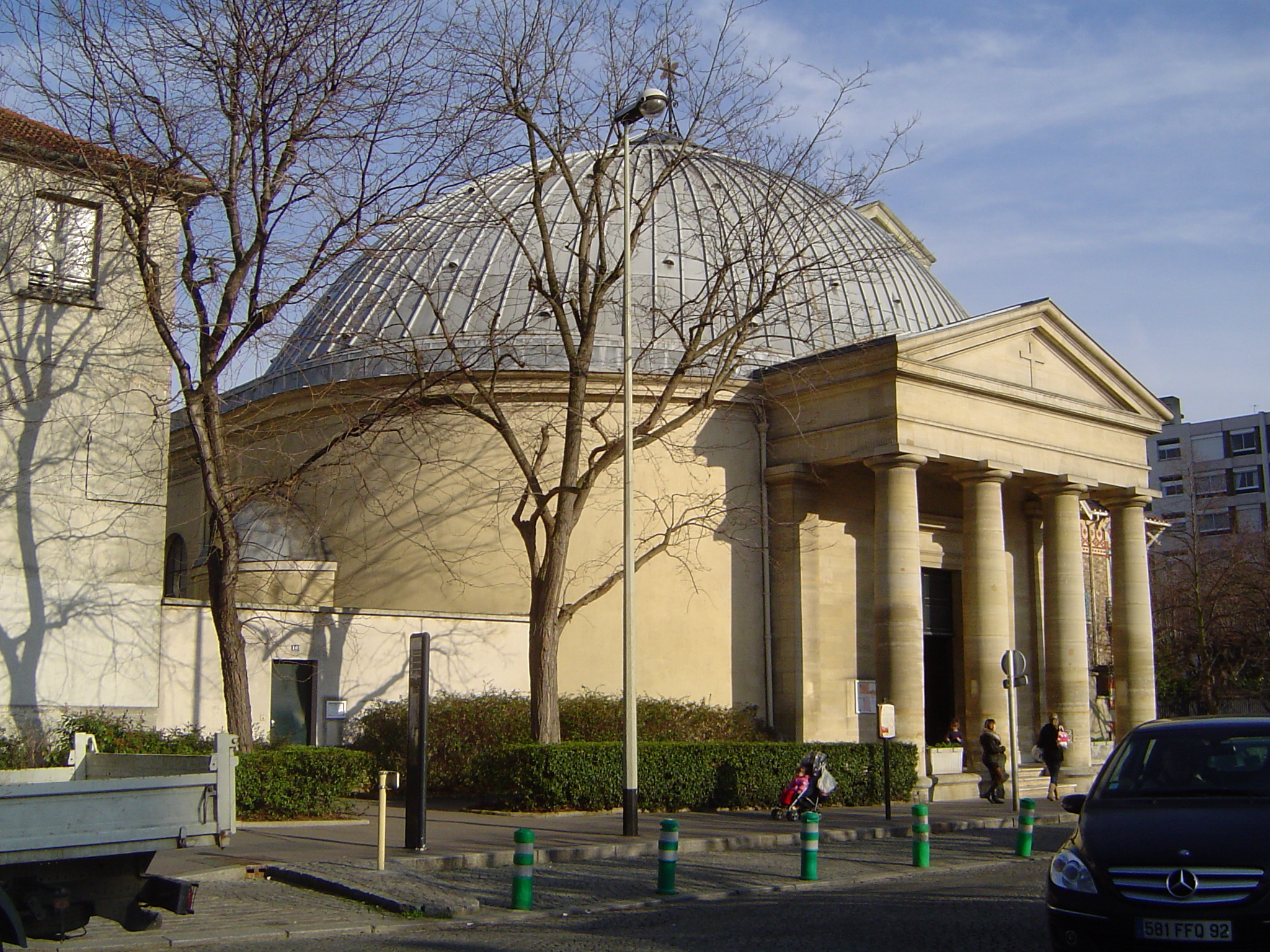
Kerk Saint-Pierre-Saint-Paul
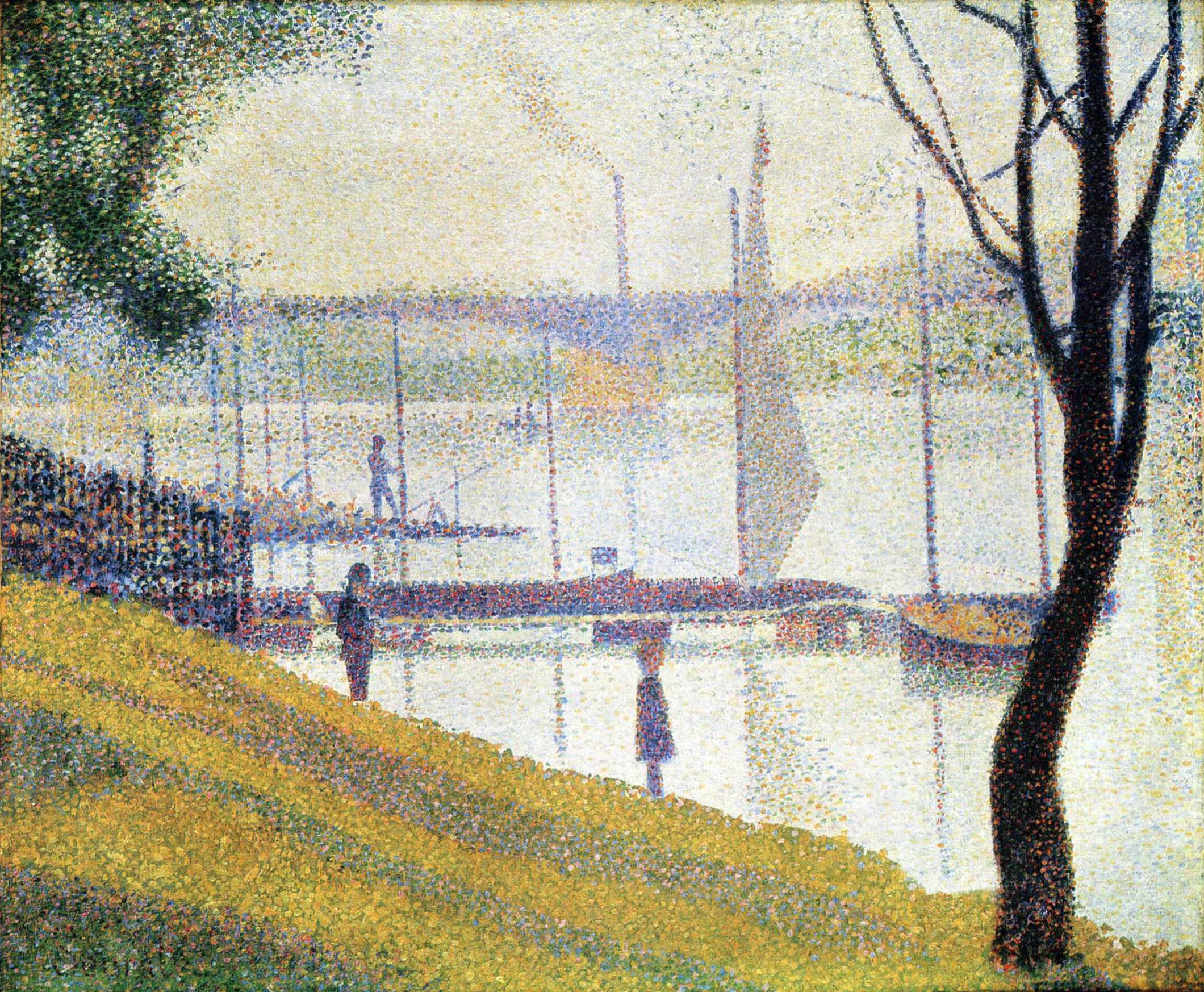
Le Pont de Courbevoie, door Georges Seurat

## Geboren in Courbevoie
- Louis-Ferdinand Céline (1894-1961), schrijver
- Jacques Henri Lartigue (1894-1986), fotograaf en schilder
- Arletty (1898-1992), actrice
- Maurice Labro (1910-1987), filmregisseur
- Louis de Funès (1914-1983), acteur
- Michel Rocard (1930-2016), premier van Frankrijk
- Marc Blondel (1938), vakbondsleider
- Jean-Claude Vannier (1943), (filmmuziek)componist, liedjestekstschrijver, arrangeur
- Michel Delpech (1946-2016), chansonnier
- Michel Blanc (1952-2024), acteur en filmregisseur
- Jean-Pierre Darroussin (1953), acteur
- Philippe Candeloro (1972), kunstschaatser

## Stedenband
- Freudenstadt
- Enfield
- Vorst